# Кевин Ки
Кевин Ки (англ. cEvin Key), настоящее имя Кевин Уильям Кромптон (англ. Kevin William Crompton; род. 13 февраля 1961, Ванкувер) — канадский музыкант-мультиинструменталист, продюсер, автор исполнитель и композитор. Кевин более известен как участник электро-индастриал группы Skinny Puppy, которую он основал в 1982 году вместе с вокалистом Нивеком Огром. Изначально Skinny Puppy для Кевина задумывался как сайд-проект, так как он уже играл в нью-вейв группе Images in Vogue, но после контракта с Nettwerk Records в 1984 году Skinny Puppy быстро стал его основной музыкальной деятельностью.
Когда группа Skinny Puppy распалась в 1995 году после смерти клавишника Дуэйна Геттеля. Основным проектом Ки стала электронная нойз группа Download, чей первый альбом, Furnace, был выпущен в том же году. Его первый сольный альбом, Music for Cats, был выпущен в 1998 году на Subconscious Communications, независимом звукозаписывающем лейбле, который он взял на себя после смерти Геттеля. Он воссоединился с Огром в 2000 году для разового выступления в качестве участника Skinny Puppy на фестивале Doomsday в Дрездене. Оба официально реформировали Skinny Puppy в 2003 году и выпустили альбом The Greater Wrong of the Right годом позже. С тех пор они выпустили альбомы Mythmaker, HanDover и Weapon.
В дополнение к его работе со Skinny Puppy и Download, у Ки было несколько сайд-проектов. В первую очередь это был The Tear Garden, проект, начатый в 1985 году с вокалистом The Legendary Pink Dots Эдвардом Ка-Спелом. Среди других его проектов — PlatEAU, Doubting Thomas, Hilt и Cyberaktif.

## Ранняя жизнь
Кевин Ки родился в Ванкувере, по его словам, в неблагополучной семье. Из-за проблемы с алкоголем, возникшей у их отца после его службы во Второй мировой войне, он и его старший брат и младшая сестра, должны были учиться заботиться о себе самостоятельно с раннего возраста. Его мать, которую он считал «гламурной», часто накладывала на него грим и не беспокоилась о его употреблении марихуаны. Его отец изначально не одобрял его поведение, но изменил своё отношение, когда Ки начал красить свои волосы в возрасте 17 лет, а позже даже полностью поддержал его карьеру музыканта. Ки часто обращался к музыке как к способу сбежать от своей домашней жизни и трудностей в средней школе, и вскоре он нашёл для себя занятие — научиться играть на барабанах и синтезаторе. 

У меня была странная и очень неблагополучная семья. Нет никакой подготовки к расстройствам… К счастью, у моей семьи были пианино и орган, в котором была одна из этих странных драм-машин, и мне повезло, что эти вещи окружали меня, так я мог выносить разочарования.
 В 1978 году родители Ки отправили его жить в Японию с японской семьёй, опыт, который он считал ценным для своего личностного развития. Он должен был выучить японский язык, так как его суррогатная семья, которая относилась к нему как к сыну, не могла говорить по-английски. Он рассказал о своём опыте следующее: «Когда вы достигаете этого возраста, совершенно новая культура — это серьёзный переворот. Но к лучшему». Он планировал жить в Японии, и ему предложили работу на Токийской радиостанции в качестве интервьюера, когда он получил приглашение от Гэри Смита присоединиться к Images in Vogue.

## Карьера

### Ранняя музыкальная деятельность
Ки начал свою карьеру в конце 70-х, играя в качестве барабанщика для ванкуверской рок-группы Bastille. Он также выступал в качестве мультиинструменталиста в панк-группе Illegal Youth, в составе которой выступал Эл Нельсон, будущий вокалист группы Hilt. В 1981 году Ки присоединился к Images in Vogue, успешной на тот момент нью-вейв группе, базирующейся в Ванкувере, которая распространяла объявления о поиске музыкантов с их собственным оборудованием. Дэйв Огилви, местный студент, также присоединился к группе в качестве продюсера и инженера. Взяв на себя роль барабанщика группы, Ки использовал электронную барабанную установку фирмы Simmons. Группа обрела успех гастролируя по всей Канаде, разогревая такие группы, как Depeche Mode и Roxy Music.
Images in Vogue выпустили свой первый сингл «Breaking Up» в апреле 1982 года, а вскоре после этого их первый EP, Educated Man. EP оказался успешным, было продано 10 000 копий в течение шести недель, а также мини-альбом смог возглавить ряд плей-листов колледжских радиостанций. Билл Либ, друг Ки по ночным клубам Ванкувера, познакомил его с такими ранними индастриал-группами, как Throbbing Gristle и Cabaret Voltaire, и вскоре он начал записывать свои собственные песни.
Ки встретил Нивека Огра (настоящее имя Кевин Огилви) на вечеринке в конце 1982 года и попросил его предоставить свой вокал для песен, которые он сочинил. Огр согласился и пара записала песню «К-9» в рамках сайд-проекта под названием Skinny Puppy. Пара начала использовать сценические имена, чтобы избежать путаницы с двумя людьми по имени «Кевин» в одной группе. Kи оставили Images in Vogue в 1985 году вскоре после выхода их первого альбома, In the House, чтобы сосредоточиться исключительно на Skinny Puppy.

### Skinny Puppy
По словам Ки, концепция Skinny Puppy заключалась в создании музыки с точки зрения собаки, на чей «хвост наступили» и она теперь может только лаять и рычать. Самостоятельно изданный EP Back & Forth был выпущен в 1984 году и разошёлся всего 35 копиями. Ки пригласил Либа (под именем Вильгельм Шрёдер) и Дэйва «Рэйва» Огилви, чтобы помочь записать их второй EP Remission. Терри Макбрайд помог оплатить производство и подписал контракт со своим новым инди-лейблом Nettwerk Records. Следующий релиз группы стал дебютный лонгплей Bites был выпущен в следующем году.
Ки нанял Дуэйна Гёттеля играть в группе Skinny Puppy в 1986 году, когда стало очевидно, что Либ не заинтересован в гастролях. Ки чувствовал, что технические способности Гёттеля и знание сэмплирования помогли придать группе новую идентичность. Партнерство Ки с Гёттелем обострило его отношения с Огром, который, по их мнению, был больше заинтересован в продолжении сольной карьеры. Ки был недоволен тем, что Огр пригласил Эла Йоргенсена для создания альбома Rabies в 1989 году, он сказал в интеревью журналу Alternative Press, что, по его мнению, Йоргенсен намеревался распустить группу. Отношения Ки с Огром продолжали ухудшаться во время записи Last Rights. В 1991 году в интервью журналу Propaganda он выразил своё разочарование по поводу записи альбома:

Огр — совсем не тот человек, которого я знал раньше, и я просто не могу смириться с этим. Это то, от чего я должен уйти… Каждый год кажется, что есть обещание и надежда, что мы сможем поговорить, и мы забудем обо всех вещах, которые имеют много общего с эго. Забудьте об эго, идите в студию и сделайте то, что мы изначально хотели сделать, а именно просто сделайте музыку, которую мы будем слушать и быть настоящими поклонниками.
Когда их контракт с Nettwerk закончился в 1992 году, группа подписала контракт с лейблом Рика Рубина American Recordings и переехала в Лос-Анджелес, чтобы начать запись альбома The Process. Огр покинул группу в 1995 году, а Гёттел вскоре умер от передозировки героина; Ки сумел спасти релиз The Process и выпустил его в 1996 году. Он распустил Skinny Puppy после смерти Гёттеля, сказав следующее: «В то время я счёл уместным положить конец группе… Всегда тяжело, когда теряешь близкого друга». В 1998 году Ки столкнулся с Огром на концерте воссоединения группы Bauhaus и обсудил возможность совместной работы в будущем. По мере того как его отношения с Огром улучшались, немецкие промоутеры начали спрашивать, не будут ли они заинтересованы в том, чтобы ещё раз выступить как Skinny Puppy. 20 августа 2000 года Ки и Огр воссоединились для одноразового выступления как Skinny Puppy на фестивале Doomsday в Дрездене.
Оба реформировали Skinny Puppy в 2003 году и подписала контракт с европейским лейблом SPV, выпустив альбом The Greater Wrong of the Right годом позже. Ки сказал, что то, как группа записывала музыку, не сильно изменилось с тех пор, но развитие технологий значительно улучшило этот процесс. Группа вслед за альбомом выпустила следующий — Mythmaker в 2007 году и HanDover в 2011 году. Skinny Puppy выпустила альбом Weapon в 2013 году, а затем отправила счёт на общую сумму $666 000 в Министерство обороны США за использование своей музыки во время пыток в лагере для содержания под стражей в Гуантанамо. Ки объяснил, что его беспокоит использование их музыки в качестве средства пыток и что счёт-фактура не предназначался для «финансовой выгоды».

### Download
Download был создан Ки и Гёттел как сайд-проект Skinny Puppy в 1995 году. Среди других участников были Энтони Валик, Кен Маршалл, Фил Вестерн и Марк Спайби из Dead Voices on Air. Download была названа в честь заключительного трека с альбома Skinny Puppy Last Rights и стремилась создавать музыку с помощью «саунд-фрагментов и коллажей». Ки сказал журналу Terrorizer, что он думал о Гёттеле как о «непризнанном пионере» электронной музыки и после смерти Гёттеля использовал Download как средство поддержания своего духа живым.

Я слышал вещи, которые никогда не слышал раньше, выходя из конца стаффа Дуэйна. Как правило, только небольшой процент из них был сохранён или записан в реальных частях. Я знаю, чему меня научил Дуэйн. Он был блестящим учителем, и он действительно поразил многих людей.
Download выпустили свой первый альбом Furnace в 1995 году. Альбом был посвящен памяти Гёттеля и включал в себя вклады солиста Throbbing Gristle Дженезис Пи-Орриджа. Вслед за дебютным альбомом было выпущено два миньона Microscopic и Sidewinder в 1996 году. Группа выпустила свой второй полноформатный альбом The Eyes of Stanley Pain на лейбле Nettwerk Records. Ки использовал живые выступления для воспроизведения «исполнений Download» песен из старых проектов, например Skinny Puppy. Он сказал, «Мы не поём песни Огра. Мы делаем инструментальные версии ключевых сегментов некоторых старых материалов». Charlie's Family, спродюсированная группой в качестве саундтрека к одноимённому фильму Джима Ван Беббера, была выпущена ограниченным тиражом ещё до завершения фильма. Ван Беббер, работавший над видеоматериалом для Skinny Puppy, обратился к Ки с просьбой написать музыку для фильма; Цель Ки в создании саундтрека состояла в том, чтобы создать что-то «беспокойное, тревожное и просто очень дискомфортное». Альбом III был выпущен 21 октября 1997 года и выступил в качестве компаньона для The Eyes of Stanley Pain. С альбомом III Ки начал смягчать индустриальные аспекты своего стиля в пользу более электронного звучания.
Группа продолжила своё существование в новом тысячелетии с выпуском Effector в 2000 году и Fixer в 2007 году. В конце 2018 года Ки объявил, что он и Вестерн закончили работу над новым альбомом под названием Unknown Room и что он будет выпущен 8 марта 2019 года на лейбле Artoffact Records. Согласно пресс-релизу, альбом стал результатом «интенсивной двухмесячной студийной сессии» после нескольких лет непрерывного производства.

## Дискография

### Skinny Puppy
- Remission (1984)
- Bites (1985)
- Mind: The Perpetual Intercourse (1986)
- Cleanse Fold and Manipulate (1987)
- VIVIsectVI (1988)
- Rabies (1989)
- Too Dark Park (1990)
- Last Rights (1992)
- The Process (1996)
- The Greater Wrong of the Right (2004)
- Mythmaker (2007)
- HanDover (2011)
- Weapon (2013)